# 什科茨揚市鎮

什科茨揚市鎮於斯洛維尼亞的位置

什科茨揚市鎮是斯洛文尼亞東南部的一個市镇，行政中心為什科茨揚。市镇面積为60.4平方公里，2002年人口3,035。人口密度約50人/km2。

## 外部連結
- 官方网站  （斯洛文尼亚文）
- Municipality of Škocjan at Geopedia（页面存档备份，存于）